# Радювенско съкровище
Радювенското сребърно съкровище е тракийски античен сребърен сервиз за пиене, състоящ се от 10 сребърни фиали, 2 сребърни арибаловидни съда и 2 апликации за конска амуниция. Съкровището е от IV – III век пр.н.е.
Открито е в землището на с. Радювене, (община Ловеч) в местността Шаовец през 1911 г. От 1912 г. е в Националния археологически музей в София със съдействието на директора д-р Богдан Филов.
Част от фиалите са канслирани, с изпъкнало дъно, в средата с орнаменти, друга част са без орнаменти. Една от фиалите с изпъкнало дъно е висока 4 см, с диаметър на отвора 19,6 см. Стените са канелирани, а в средата ѝ има два концентрични кръга от точки, разделени със зигзагообразна линия. Две от фиалите са по-високи и по-тесни: височина 4,5 см, диаметър на отворите 10 – 13 см, а ръбът на отвора е обърнат навън. По форма са сходни с находки от Панагюрище и Брезово.
По предметите от съкровището няма надписи, но по приликите им със сходни находки се прави датировката им към ранноелинистичната епоха  (IV – III век пр.н.е.).